# ONE FC: Age of Champions
ONE FC: Age of Champions foi um evento de artes marciais mistas promovido pelo ONE Fighting Championship, ocorrido em 13 de março de 2015 no Putra Indoor Stadium em Kuala Lumpur, Malásia.

## Background
O ONE FC retornou a Malásia, com esse evento encabeçado por Adriano Moraes, que faz sua primeira defesa do Cinturão Peso Mosca do ONE FC.

## Resultados
Nota 1 Pelo Cinturão Peso Mosca do ONE FC.